# Illizi
Illizi (tamaziɣt : ⵍⵥⵉ ; arabe : اليزي) est l'unique commune de la daïra d'Illizi, dans la wilaya d'Illizi en Algérie, chef-lieu de la wilaya d'Illizi éponyme. Elle porta le nom de Fort-Polignac lors de la période coloniale française.

## Géographie
Illizi est située dans le sud-est du pays, au nord du Tassili n'Ajjer, à une centaine de kilomètres de la frontière libyenne et à 2 000 km d'Alger.
| Bordj Omar Driss              |        | In Amenas     |
| Idles (wilaya de Tamanrasset) | Illizi | État de Libye |
| Bordj El Haouas               |        | Djanet        |

## Toponymie
À l'époque de l'Algérie française, Illizi portait le nom de Fort-Polignac. Le mot « Illizi » (Tifinagh : ⵍⵥⵉ) signifie adolescent en berbère.

## A propos de l'origine d'Illizi
En juillet 1903, le capitaine français Pein vint avec une troupe à l'Oued Ilezi et constata qu'il s'agissait là d'un endroit idéal pour un point d'appui militaire : un bon point d'eau avec de l'eau à 50-100 cm de profondeur, une zone surélevée à côté avec une très bonne position défensive et des pâturages et du bois en suffisance dans les environs.
En mai 1908, le colonel Laperrine, commandant des troupes sahariennes françaises, vint à l'Oued Ilezi et détermina l'emplacement exact du Fort Polignac prévu sur un petit plateau rocheux, à quelques mètres au-dessus du cours de la rivière, et sur lequel se trouvait déjà la Koubba, une construction en forme de dôme, probablement un tombeau, de Si Ali ben Naoui. La construction du fort a ensuite débuté. Elle fut achevée en septembre 1909.
La même année, après l'achèvement, le capitaine français Niéger séjourna chez les Touareg Kel Iherir dans l'Oued Iherir, à 120 km au sud d'Illizi. Il a promis au groupe ethnique que des forages de puits seraient effectués l'hiver suivant dans l'Oued Ilezi et que leur groupe ethnique y obtiendrait des droits sur l'eau et la terre. C'est ainsi que des gens des Kel Iherir devinrent les premiers habitants du village de Fort-Polignac.

## Démographie
Commune d' Illizi: 
1957  environs 1000.
1998: 10'163, 
2008: 17'252 
Peuplement urbain d'Illizi, avec des faubourgs comme Sidi Bouslah: 
1998: 5640
2008 13'029 

## Économie
La commune d'Illizi ne compte aucune activité industrielle. La construction de routes est importante, le tronçon Illizi - Bordj Omar Driss est actuellement en cours d'asphaltage, et il existe d'autres projets de ce type. L'administration provinciale voit un grand potentiel dans la promotion et le développement du tourisme.
En tant que chef-lieu de province, le secteur administratif y est également important.

## Monuments et lieux touristiques

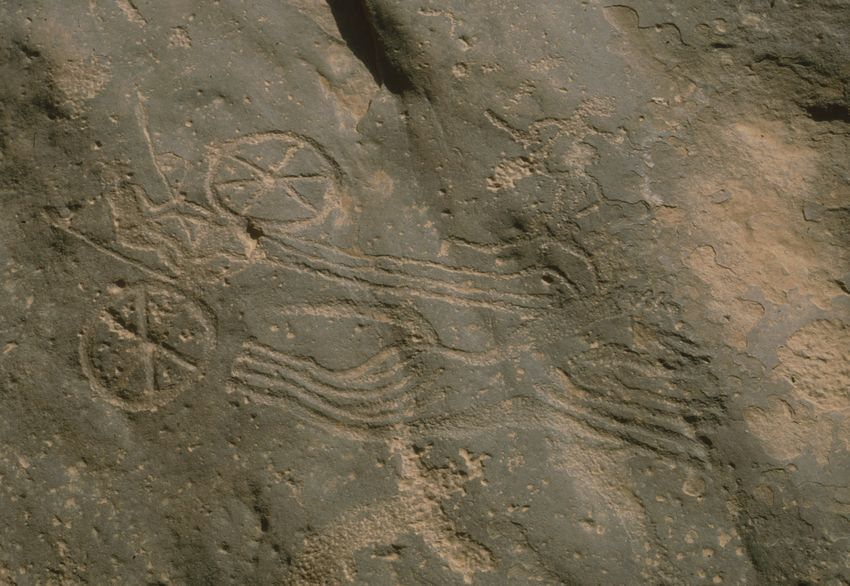
Oued Djaret: Chariot de combat avec guidon

- Les montagnes du Tassili n'Ajjer recèlent des gravures et peintures rupestres qui remontent à l’âge de la pierre polie. L'Oued Djerat, qui commence à 12 km au sud-est d'Illizi, abrite des centaines d'images rupestres et de gravures préhistoriques[6].
- Le Parc national du Tassili n'Ajjer s'étend à l’ensemble des plateaux du Tassili et quelques ergs qui les entourent. On y trouve de nombreuses espèces d’animaux dont certains sont en voie de disparition[7].
- Le territoire de la commune a été le lieu de tournage en 1975 du début du film Profession : reporter de Michelangelo Antonioni.

## Transports
La ville est desservie par l'aéroport d'Illizi situé à 27 km au nord.

## Illizi en Images

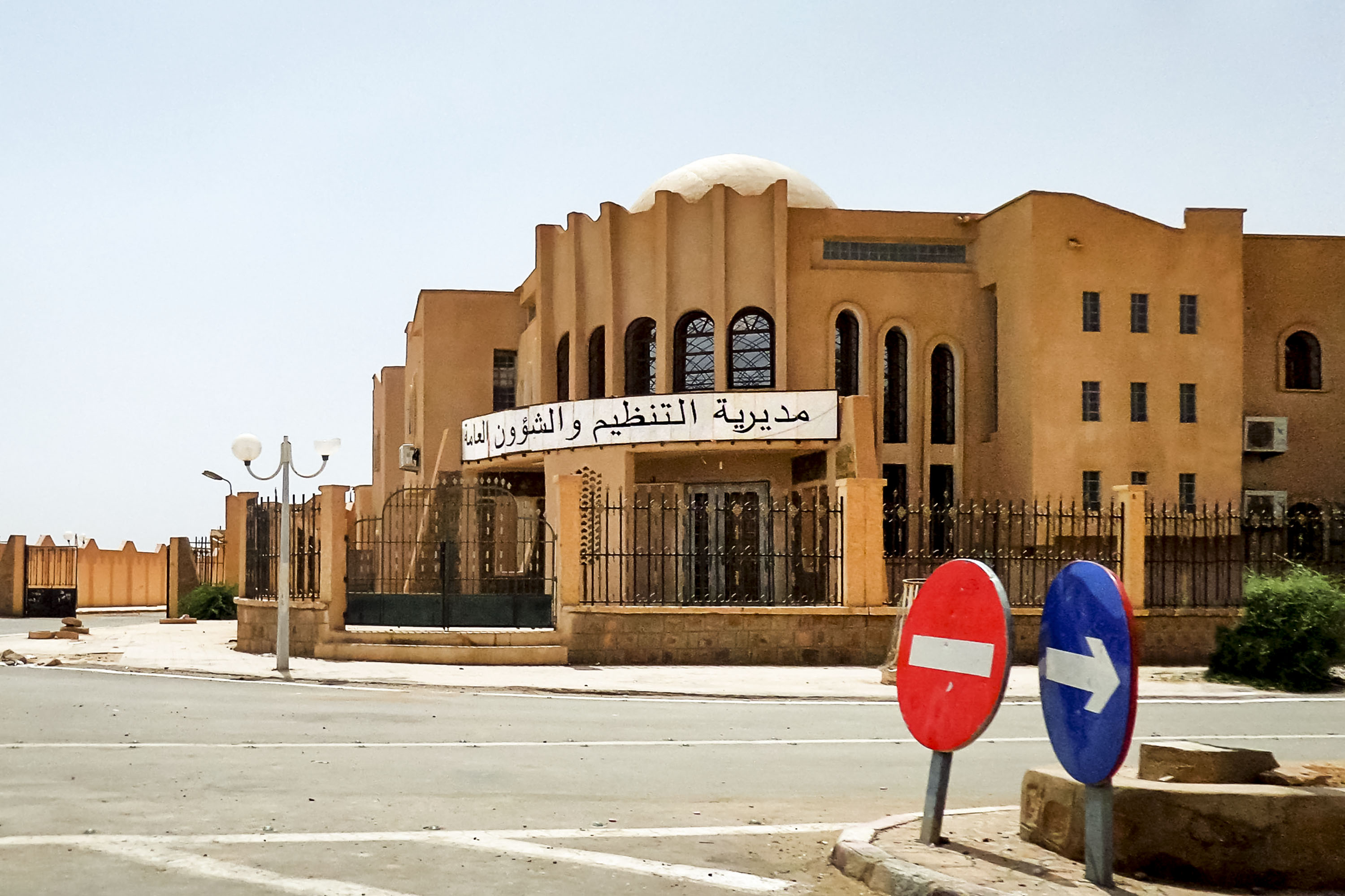
Direction des services publics d'Illizi
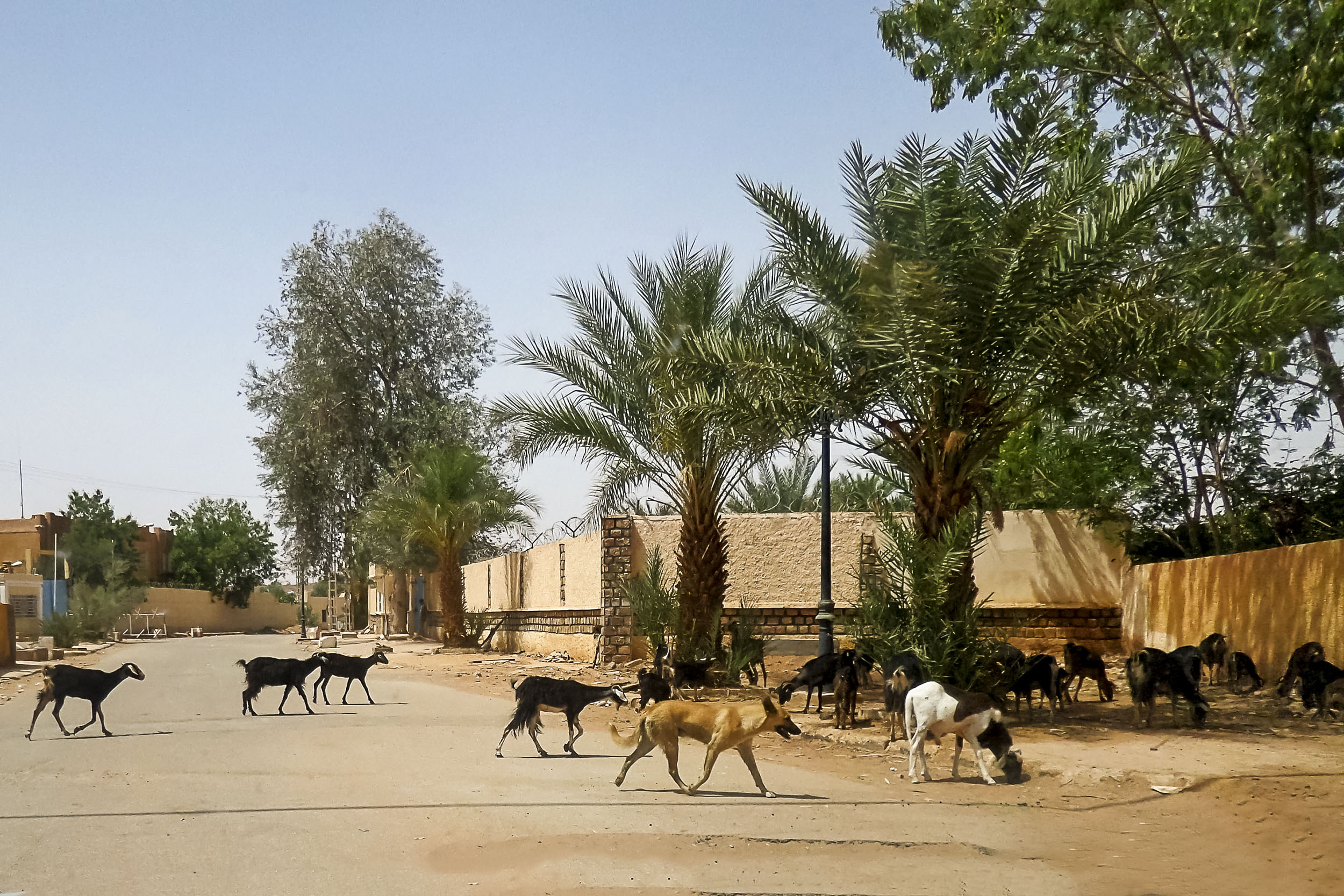
Illizi : Scène de rue dans un quartier résidentiel
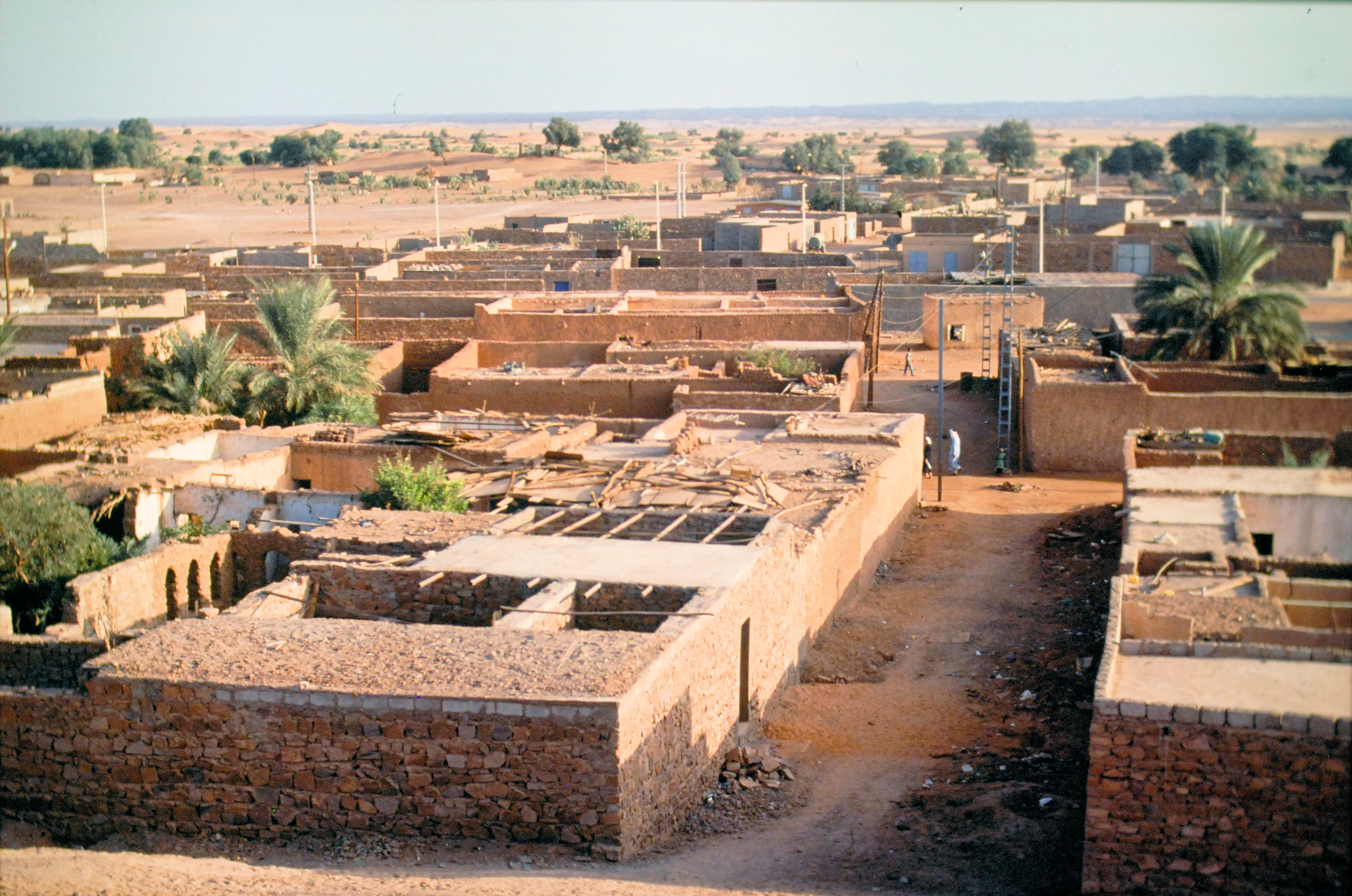
Illizi 1991: Quartier résidentiel
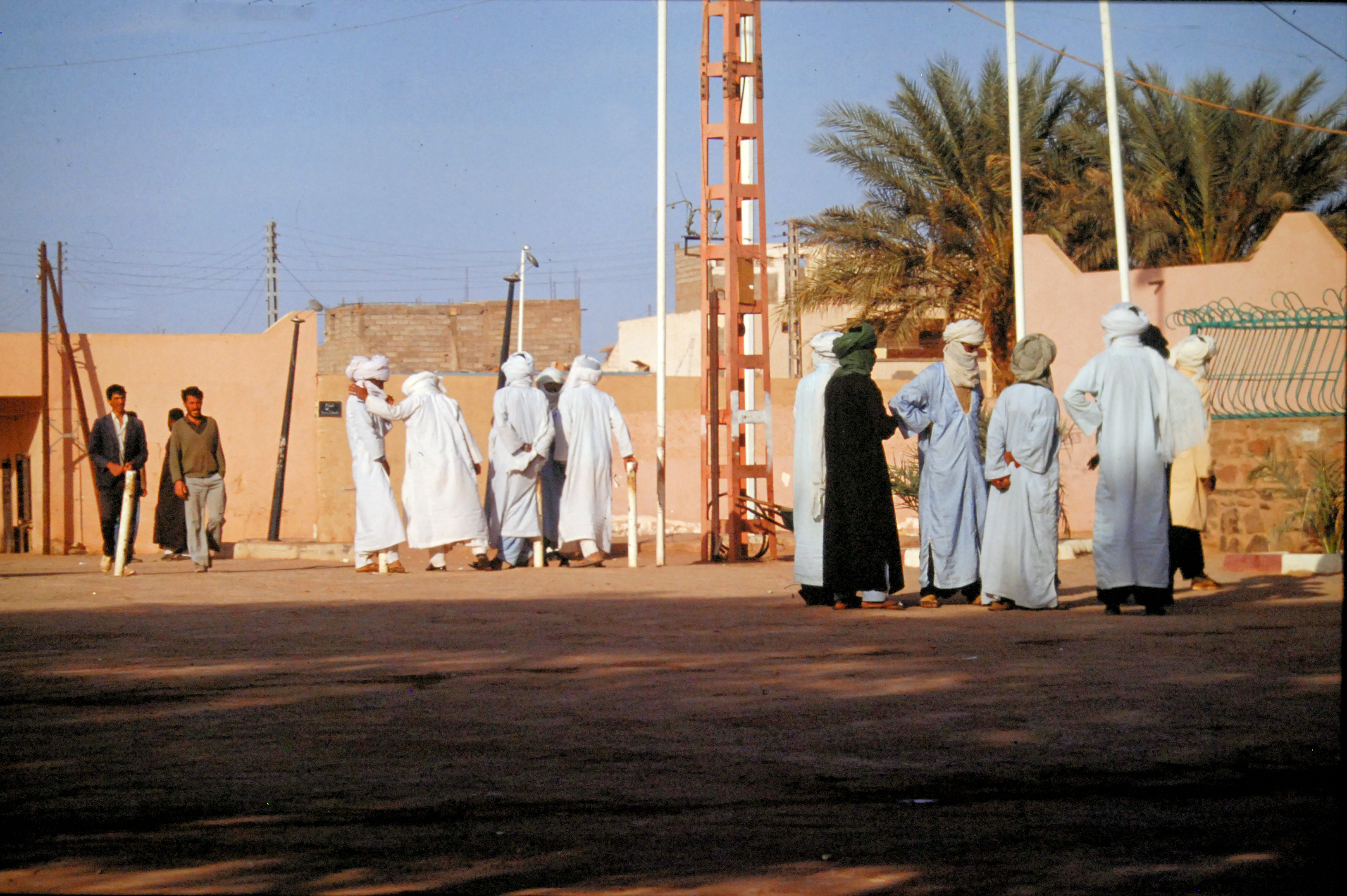
Illizi 1991: Scène de rue en ville